# Macierz Czeska
Macierz Czeska (cz. Matice česká) – czeskie wydawnictwo i organizacja kulturalno-oświatowa.

## Historia
Założona w 1831 na terenie Czech wchodzących wówczas w skład Cesarstwa Austriackiego. Jej powstanie przypada na ostatnią fazę czeskiego odrodzenia narodowego. Pomysłodawcą jej założenia był czeski historyk František Palacký. Wzorowana na Macierzy Serbskiej (serb. Matica srpska/Матица српска) założonej w 1826 w Nowym Sadzie. Do wybitnych działaczy Macierzy należeli m.in.: Palacký, Josef Jungmann, hrabia Jan Harrach.
Jako stowarzyszenie zajmowało się naukową i oświatową działalnością z zakresu bibliologii, językoznawstwa, historii, historii sztuki i literaturoznawstwa. Założyciele stawiali sobie za główny cel odrodzenie i przywrócenie znaczenia języka czeskiego.
Jako wydawnictwo zajmowało się edytowaniem literatury czeskiej, tłumaczeniem dzieł obcojęzycznych autorów, wydawaniem pism, publikowaniem odczytów i wykładów naukowych oraz ich rozpowszechnianiem. Wydawało też popularnonaukowe czasopismo przyrodnicze Živa

## Działalność
Macierz Czeska powstała przy Czeskim Muzeum jako fundusz wydawniczy. Pierwotnie Muzeum Narodowe powołało Kuratorium, którego zadaniem było nauczanie języka i literatury czeskiej. Kuratorium zarządzało również funduszem pieniężnym nazwanym Macierz. W 1832 roku Macierz rozpoczęła prace wydawnicze. Wraz z pojawieniem się innych czeskich wydawnictw, zwłaszcza po 1848 roku, zmniejszyło się znaczenie Macierzy. W 1866 roku wydawnictwo został przekształcone w Towarzystwo, które uzyskało niezależność. Przez sto lat swojego istnienia, wydawnictwo opublikowało 194 tytuły z różnych dziedzin nauki.
W 1949 roku Towarzystwo zostało rozwiązane. W 1952 roku zabroniono Macierzy wydawania książek. Wydawnictwu groziła całkowita likwidacja. Towarzystwo Przyjaciół Muzeum Narodowego próbowało ratować wydawnictwo przekształcając je w wydział swojej organizacji. W 1968 roku Macierz Czeska, wspólnie z Muzeum Narodowym, ponownie próbowała uzyskać prawa wydawnicze. Z powodów politycznych nie zostały przyznane.
Dopiero w 1990 roku wydawnictwo zostało przywrócone jako wydział Biblioteki Muzeum Narodowego. Z powodów finansowych pierwsza publikacja została wydana w 2005 roku.
Obecnie Macierz Czeska spełnia tradycyjne funkcje wydawnicze. Publikuje prace naukowe z różnych dziedzin, głównie: bibliologii, historii, historii sztuki i literatury. Organizowane są wykłady, odczyty i imprezy kulturalne. Publikowany jest również organ ogłoszeniowy Sprawozdanie Macierzy Czeskiej (cz. Zpravodaj Matice české) z wkładką edytorską Gazeta Macierzy (cz. Matiční listy).
Stowarzyszenie współpracuje z innymi instytucjami kulturalnymi, takimi jak Macierz Śląska (Matice slezská) w Opawie, Macierz Morawska (Matice moravská) w Brnie.

## Publikacje
Od 1832 roku wydawnictwo publikowało pismo Czeskiego Muzeum Narodowego Czasopismo Muzeum Czeskiego (Časopis českého muzeum) wydawane do dzisiaj jako Czasopismo Muzeum Narodowego (Časopis Národního muzea).
Najważniejszymi dziełami wydanymi wówczas przez Macierz Czeską, były: Słownik czesko-niemiecki (Slovník česko-německý) Josefa Jungmanna (1834–1839); Słowiańska starożytność (Slovanské starožitnosti) Pavela Jozefa Šafárika (1836–1837).

### Serie książkowe
- Biblioteka Staroczeska (staročeská bibliotéka) w tym dzieła, np.: Viktorin Kornel ze Všehrd – Knihy devatery, Jan Amos Komenský – Didaktika
- Biblioteka Nowoczeska (novočeská bibliotéka) m.in.: Antonín Marek – Základní filosofie, logika, metafysika, Josef Jungmann – Slovesnost
- Biblioteka Klasyków (bibliotéka klasiků) m.in.: dzieła Wergiliusza, Szekspira
- Biblioteka Domowa (domácí bibliotéka)